# Paprotki (Miłki)

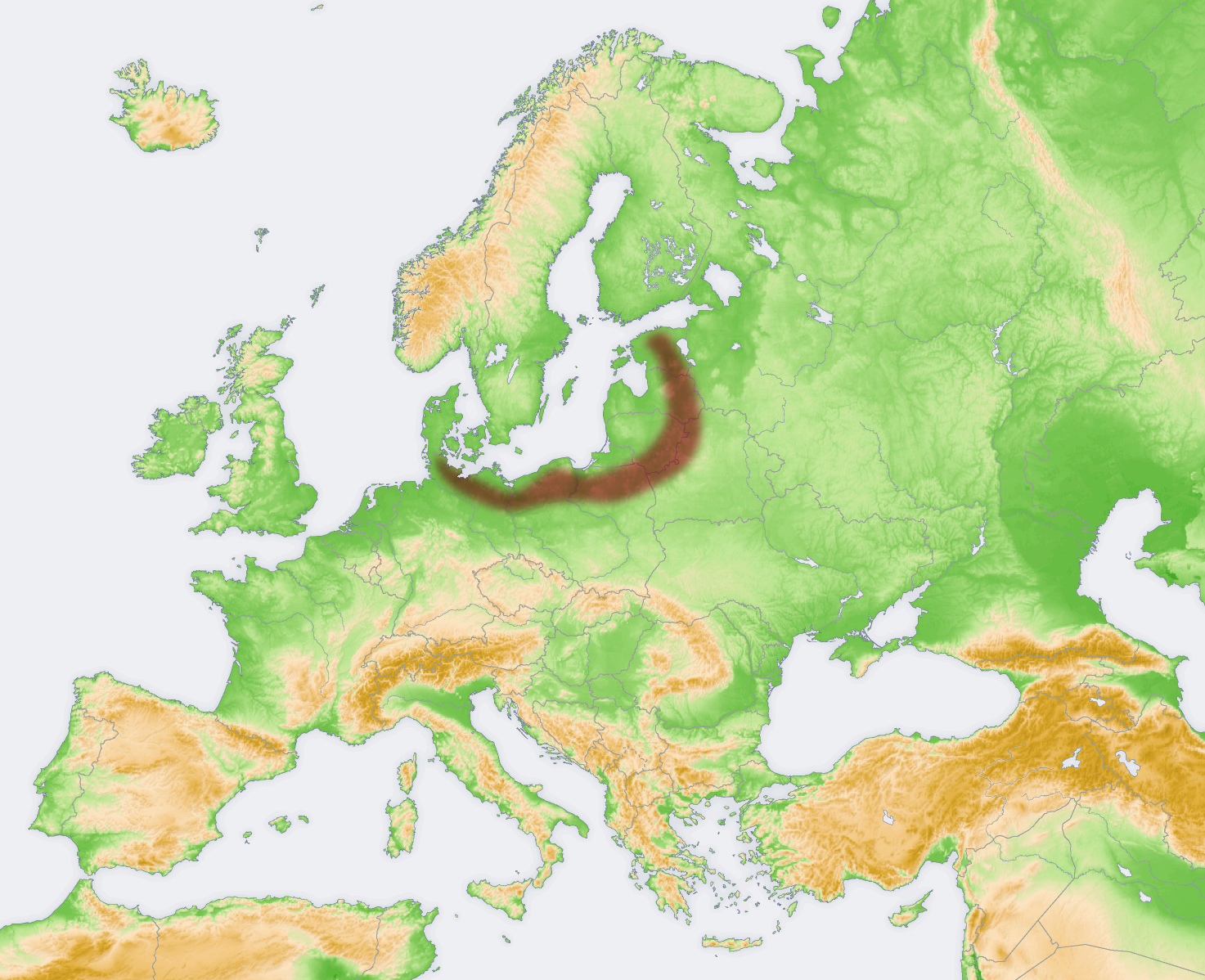
Der Baltische Landrücken ist eine bis 200 km breite Moränen-Hügelkette, die von Jütland bis Estland die südliche Ostsee umrahmt.

Paprotki (deutsch Paprodtken, 1938 bis 1945 Goldensee) ist ein Ort in der polnischen Woiwodschaft Ermland-Masuren, der zur Landgemeinde Miłki (Milken) im Powiat Giżycki (Kreis Lötzen) gehört.

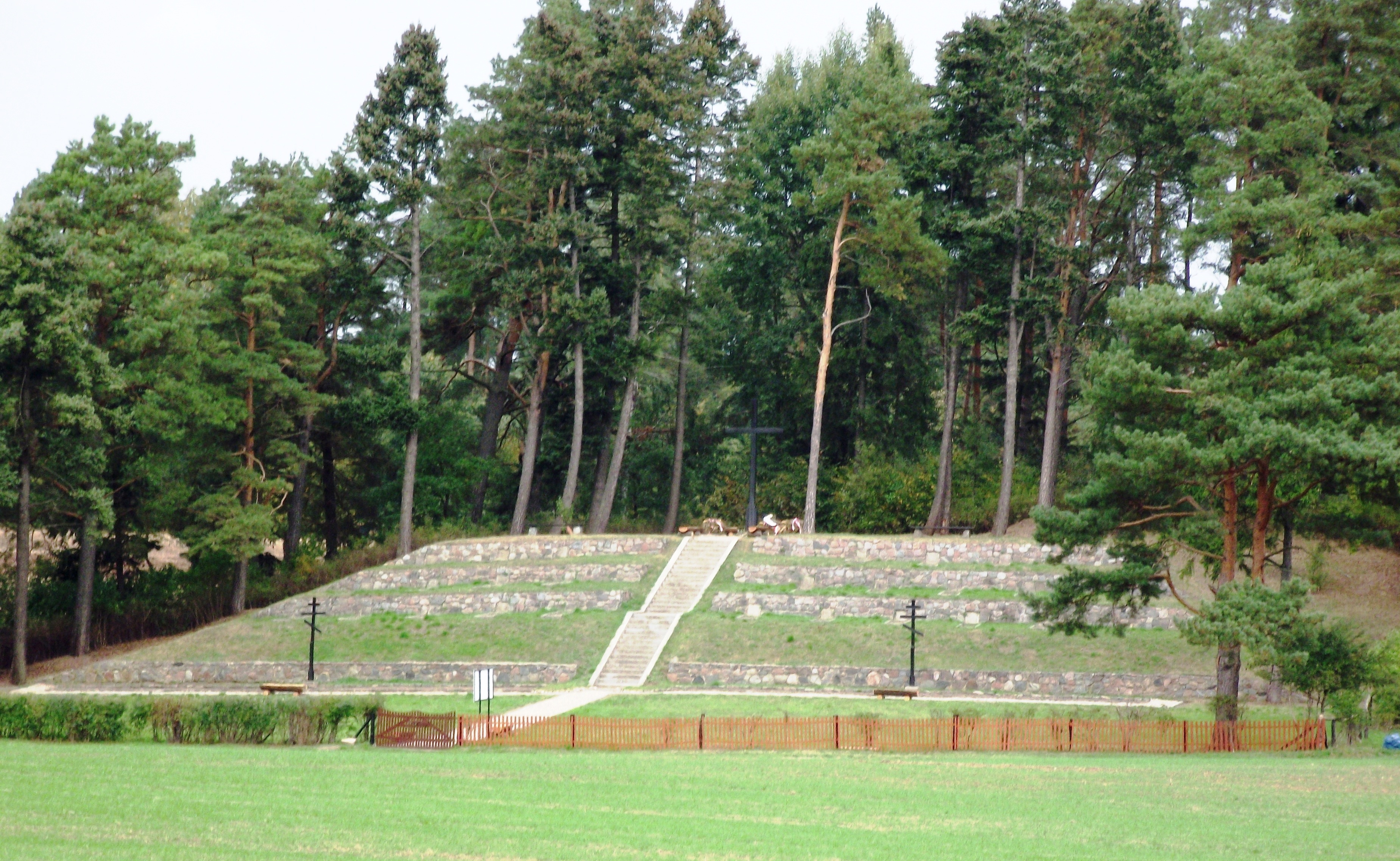
Ehrenfriedhof für Gefallene im 1. Weltkrieg am Weg nach Borki

## Geographische Lage und Klima
Paprotki liegt am Westufer des Jezioro Paproteckie (deutsch Paprodtkener See, 1938 bis 1945 Goldensee) in der östlichen Mitte der Woiwodschaft Ermland-Masuren. Südwestlich des Ortes befinden sich die Paproteckie Góra (Paprodtkener Berge, 1938 bis 1945 Goldensee Berge). Die Kreisstadt Giżycko (Lötzen) liegt 13 Kilometer entfernt in nördlicher Richtung.
Paprotki liegt im Bereich des Baltischen Höhenrückens in einer End- und Grundmoränenlandschaft, die sich im Verlauf der letzten Eiszeit ausgebildet hat.
Die Feldmark besteht vorwiegend aus lehmig-sandigem Boden. Sandablagerungen im Wald Borowi, ausgedehnte Wiesen im Nietlitzer Bruch und im Schelonie, dem grünen Bruch, vervollständigen das Landschaftsbild.
Das Klima ist ein ausgesprochenes Landklima mit einer kurzen Vegetationsperiode. Die Jahreszeiten sind geprägt von heißen Sommern, kalten Wintern, ein später und kurzer Frühling mit schnellem Übergang zu hohen Temperaturen und einen frühen Herbst mit sehr unsteter stürmischer Witterung.

## Geschichte
Vor der Gründung des Ortes bedeckte ein großes Wald- und Sumpfgebiet, vom Ritterorden „die Wildnis“ genannt, das südliche Ostpreußen. Der Teil dieses Gebietes, in dem das spätere Kirchspiel Rydzewen (deutsch Rotwalde) lag, hieß Goldenischke. Von ihr ist in einer Rechnung des Hauptamtes Lötzen vom Jahre 1507 die Rede. Der Amtmann Bobenhausen des Gebietes Lötzen berichtet, dass einem Schützen zwei Scott Schussgeld für die Erlegung eines Wildschweins in der Goldenischke gezahlt wurden.
Ferner wird die Goldenischke in einer Liste des Amtes Lötzen einmal im Jahre 1508 erwähnt. Unter den Einnahmen der Pechöfen heißt es dort: „Der Offen in der Goldenischke wiederrumb dem Scholtzen von Milken vor 16 Mark 3 Thon Teer vermittelt“.
Als Georg von Krösten im Jahre 1544 als Hauptmann des Amtes Lötzen seinen Dienst antrat, kam Herzog Albrecht von Preußen nach Lötzen und empfahl ihm dringend, die Wildnis zu kolonisieren.
Dieser Amtshauptmann ist der Gründer der Ortschaften des Kirchspiels Rydzewen. Er erklärte am 5. Februar 1552, dass er „in der Goldenischke etliche kleine Dörfer angelegt und dieselben habe vermessen lassen“!
Als Gründungsjahr von Paprotken (vor 1785) bzw. Popratken (vor 1818) und Paprodtken (bis 1938) und ursprünglichem Zeitpunkt der Gründung Goldenischki, gilt das Jahr 1555: am 24. Juni 1555 erteilte Amtmann Georg von Krösten den Brüdern Hansen, Mathes und Stephan aus Klein Konopken (1938 bis 1945 Waldfließ, polnisch Konopki Małe) eine Handfeste über 77 Hufen zu Cöllmischem Recht, die sie mit Bauern besetzen sollten.
Im Jahr 1601 brach zum ersten Mal im Herzogtum Preußen die Pest aus. Herzog Albrecht suchte erst in Lötzen und dann in Johannesburg Zuflucht. Die Goldenischke blieb von dieser Pest verschont.
1604 erhielt das Kirchdorf Rydzewen die erste Kirchenglocke – ein Zeichen, dass es den Einwohnern des 1570 gegründeten Kirchspiels nicht schlecht ging.
Die 1625 erneut auftretende Pest raffte diesmal auch in Paorotki viele Menschen dahin.
In einer Rechnung des Amtes Lötzen werden in diesem Jahr nur noch 32 Wirte aufgeführt. 23 Bauern und 3 Krüger waren der Pest zum Opfer gefallen.
Im Jahr 1656 brach der schwedisch-polnische Krieg (Zweiter Nordischer Krieg) aus. Er brachte erneut schwere wirtschaftliche Rückschläge für die Dorfbewohner.
Nach dem Sieg des vereinigten schwedisch-preußischen Heeres bei Warschau  am 30. Juni 1656, schickte der polnische König, über den Abfall seines preußischen Verbündeten erzürnt, seinen litauischen Feldherrn Gonschewski mit 20.000 Tataren nach Südpreußen. Bei Prostken wurde das schwache schwedisch-preußische Heer geschlagen. Die Tataren zogen mordend, raubend und alles niederbrennend durch Südpreußen und verschleppten Tausende in die Sklaverei. Der Große Kurfürst konnte die Feinde bei Philippowo vernichtend schlagen.
Von den 273 Huben im Kirchspiel Rydzewen waren nur noch 71 Huben besetzt. Alle Ortschaften waren in Flammen aufgegangen.
In Paprotdken wurden nur noch 37 Huben bewirtschaftet. 33 Huben waren wüst geworden. Es war noch am besten von allen Dörfern der Goldenischke weggekommen.
Die Not war so groß, dass sich die Menschen von Wurzeln, Knospen und gefallenem Vieh ernähren mussten. Viele Bewohner verarmten. Auch dieser Krieg hatte eine Pest zur Folge, die besonders hart zuschlug.
Bewährte Ordnungen wie Kirchgang und Schulbesuch konnten nicht eingehalten werden. Die Pest flackerte in den Folgejahren immer wieder auf. Dadurch waren 1686, also 30 Jahre später, immer noch 32 Huben unbesetzt und nur 36 Huben bewirtschaftet.
Von 1874 bis 1945 war das Dorf als eigenständige Landgemeinde in den Amtsbezirk Rydzewen (polnisch Rydzewo) eingegliedert, der – 1928 in „Amtsbezirk Rotwalde“ umbenannt – zum Kreis Lötzen im Regierungsbezirk Gumbinnen (1905 bis 1945: Regierungsbezirk Allenstein) in der preußischen Provinz Ostpreußen gehörte.
Im gleichen Zeitraum war das Dorf auch dem Standesamt in Rydzewen zugeordnet.
Aufgrund der Bestimmungen des Versailler Vertrags stimmte die Bevölkerung im Abstimmungsgebiet Allenstein, zu dem Paprodtken gehörte, am 11. Juli 1920 über die weitere staatliche Zugehörigkeit zu Ostpreußen (und damit zu Deutschland) oder den Anschluss an Polen ab. In Paprodtken stimmten 540 Einwohner für den Verbleib bei Ostpreußen, auf Polen entfielen keine Stimmen.
Das Dorf wurde am 3. Juni 1938 in „Goldensee“ umbenannt.
In Kriegsfolge kam das Dorf 1945 mit dem gesamten südlichen Ostpreußen zu Polen und heißt seither „Paprotki“. Heute ist es Sitz eines Schulzenamtes (polnisch sołectwo) und ist ein Ortsteil innerhalb der Landgemeinde Miłki (Milken) im Powiat Giżycki (Kreis Lötzen), vor 1998 der Woiwodschaft Suwałki, seither der Woiwodschaft Ermland-Masuren zugehörig.

## Einwohnerzahl
Im Jahr 1864 lebten 720 Personen in Paprodtken, im Jahr 1910 waren es 705 Einwohner, im Jahr 1933 wurden 659 gezählt und 1939 waren es 628.

## Religionen
Bis 1945 war Paprodtken resp. Goldensee in die evangelische Kirche Rydzewen in der Kirchenprovinz Ostpreußen der Kirche der Altpreußischen Union und in die katholische Pfarrkirche St. Bruno Lötzen im Bistum Ermland eingepfarrt.
Heute gehört Paprotki zur evangelischen Pfarrkirche Giżycko in der Diözese Masuren der Evangelisch-Augsburgischen Kirche in Polen bzw. zur katholischen Pfarrgemeinde Rydzewo, die in Paprotki eine Filialkirche unterhält, im Bistum Ełk (Lyck) der Römisch-katholischen Kirche in Polen.

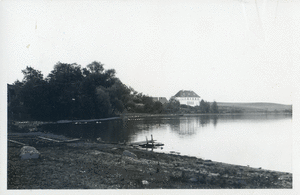
Goldensee, Blick über den See auf die Schule 1935–1940

## Schule
Im Jahre 1717 wurde in Paprodtken eine Schule gegründet. 1792 musste ein neues Schulgebäude errichtet werden, da das alte abgebrannt war. Die Schule in Paprodtken besuchten auch die Kinder aus Wierczeyken (1928 bis 1945 Gregerswalde, polnisch Wierciejki). 1945 hatte die Schule drei Klassen.